# Nossa Senhora da Candelária (distrito)
Nossa Senhora da Candelária é um distrito do município brasileiro de Bandeirantes, no estado do Paraná.